# Tamara Salazar
Tamara Yajaira Salazar Arce (Pusir Grande, Bolívar, Carchi, 9 de agosto de 1997) es una levantadora de pesas y medallista olímpica ecuatoriana.
Participó en el Campeonato Mundial de Halterofilia 2018, ganando una medalla.
En el Campeonato Mundial de Halterofilia en 2018, la ecuatoriana Tamara Salazar ganó plata y bronce. Salazar, recaudó 137 kg (302.03 libras) en Clean & Jerk y ganó la medalla de plata. La bielorrusa Darya Naumava recaudó lo mismo pero se llevó el oro por tener menor peso corporal. El bronce fue para Lidia Valentín de España con 132 kg. En total, Salazar completó 242 kg y tomó bronce. Valentín (249 kg) y Naumava (245 kg) tomaron oro y plata respectivamente.
En los Juegos Olímpicos de Tokio 2020 ganó la medalla de plata en la categoría de los 87 kg con un total levantado en arranque y envión de 263 kg.

## Biografía
Hace 8 años por curiosidad Tamara llegó al único gimnasio de la comunidad en donde comenzó a conocer más al deporte. A sus 12 años practicó atletismo, salto largo, salto triple; corría los 100 metros e integraba el equipo de postas. Después de ver su potencial, su entrenador le aconsejó que ella podía incursionar en deportes más fuertes.
Fue ahí cuando comenzó un sueño dentro de Halterofilia. Fue campeona nacional desde adolescente. Sumó varias experiencias deportivas que hoy en día le están permitiendo ver el futuro de su esfuerzo y se consagró como la guerrera de plata.

## Historial deportivo
Tamara Salazar inicia su participación deportiva profesional en los Juegos Nacionales Juveniles en 2015.  Su primer logro relevante es implantar un nuevo récord nacional en la categoría en arranque (93 kg), envión (120 kg) y total (213 kg) de la división de 75 kilogramos.
Cuatro años más tarde obtuvo el tercer lugar en la clasificación mundial de la división de 81 kilogramos en el Campeonato Mundial de Tailandia, sus marcas fueron: 108 kg en arranque, 144 kg en envión y sumó un total de 252 kg.
En 2019, obtiene la medalla de bronce, en los Juegos Panamericanos registrando marcas como: 110 kg en arranque, 146 kg en envión para un total de 256 kg.
El 2 de agosto de 2021 participó en los Juegos Olímpicos de Tokio 2020 donde consiguió la medalla de plata en su categoría de los 87 kg, levantando 113 kg en el arranque y 150 kg en el envión para un total de 263 kg, siendo superada solo por la pesista china Wang Zhouyu con un total de 270 kg y dejando en el tercer puesto a la dominicana Crismery Santana con un total de 256 kg.

## Palmarés
2015
- Nuevo récord nacional en la categoría en arranque

2018

Campeonato Mundial de Halterofilia de 2018 en Asjabad, Turkmenistán

2019
 Juegos Panamericanos Lima 2019

Campeonato Mundial de Halterofilia de 2019 en Pattaya, Tailandia

2021

Juegos Olímpicos Tokio 2020

## Mejores marcas
| Representando a Ecuador | Representando a Ecuador            | Representando a Ecuador | Representando a Ecuador | Representando a Ecuador |
| Año                     | Competición                        | Lugar                   | Resultado               |                         |
| ----------------------- | ---------------------------------- | ----------------------- | ----------------------- | ----------------------- |
| 2018                    | Campeonato Mundial de Halterofilia | Asjabad, Turkmenistán   | 242 kg                  |                         |
| 2019                    | Juegos Panamericanos de 2019       | Lima, Perú              | 256 kg                  |                         |
| 2019                    | Campeonato Mundial de Halterofilia | Pattaya, Tailandia      | 252 kg                  |                         |
| 2021                    | Juegos Olímpicos de Tokio 2020     | Tokio, Japón            | 263 kg                  |                         |